# Мала Ашинка
Мала Аши́нка (рос. Малая Ашинка, башк. Кесе Ашинка) — присілок у складі Іглінського району Башкортостану, Росія. Входить до складу Красновосходської сільської ради.
До 10 вересня 2007 року присілок називався селище Будка 1719 км.